# The Killing Game Show
The Killing Game Show est un jeu vidéo d'action en 2D développé par Raising Hell et édité par Psygnosis en 1990 sur Amiga. Le jeu a été commercialisé en 1991 sur Atari ST et Mega Drive, sous le titre Fatal Rewind pour cette dernière.
The Killing Game Show est le second jeu de Martyn Chudley, le fondateur du studio Bizarre Creations. Le jeu prend pour cadre un jeu télévisé du XXIe siècle. Aux commandes d'un condamné robotisé, le joueur participe à une course contre la mort dans des fosses progressivement submergées par un liquide toxique et infestée d'ennemis et de pièges.

## Équipe de développement
- Game design et programmation : Martyn Chudley
- Graphisme et artwork : Martyn Chudley, Jeff Bramfitt, Jim Bowers, Pete Lyon
- Musique et effets sonores : Ray Norrish, Tim Wright
- Musique et effets sonores (ST) : Nic Alderton
- Musique et effets sonores (Mega Drive) : Tony Williams
- Illustration jaquette : Tim White (Devil on the Island)

## Protection
Le jeu utilise un format de protection de disquette retors, qui consiste en une lecture bit à bit des données.
C'est la raison pour laquelle Softpres, qui préserve les jeux Amiga, n'a toujours pas incorporé le schéma de protection
dans le plug-in CAPS.DLL qui est utilisé avec WinUAE, l'un des émulateurs les plus utilisés de l'Amiga.